# 龔大器
龔大器（1513年—1596年），字用卿，號少東、又号春所，湖廣荊州府公安縣人，民籍，明朝政治人物。

## 生平
早年屢困科場。嘉靖三十四年（1555年）乙卯科湖廣鄉試第四十九名舉人，三十五年（1556年）聯捷丙辰科會試第二百三十一名，二甲第八十八名進士。兵部觀政，授刑部主事，四十一年升員外郎，四十二年升四川僉事，同年丁父憂。四十五年復除江西，隆慶四年（1570年）二月升廣西左參議，六年（1572年）閏二月升江西按察司副使，萬曆四年（1576年）復除浙江副使、兵備温處道，六年正月升浙江右參政、兵備通泰，八年六月升河南右布政使，九年十月升左布政使，十年九月被革職。

## 家族
曾祖龔友信；祖父龔永禔；父龔如鑾（？-1563年），號東谷，封刑部主事 贈按察司副使。母錢氏；繼母段氏，封太安人。兄龔大璽，弟龔大憲、龔大美、龔大順、龔大相（庠生）。袁宗道、袁宏道、袁中道（公安三袁）是龔大器的外孫。